# Graham Collier
Graham Collier (21. února 1937 Tynemouth – 9. září 2011 Chania) byl anglický jazzový kontrabasista. Po škole působil v armádě, kde hrál ve vojenské kapele. Později získal stipendium časopisu Down Beat, díky němuž mohl studovat na Berklee College of Music. Své první album nazvané Deep Dark Blue Centre vydal v roce 1967. Následovala řada dalších alb. Během své kariéry spolupracoval s mnoha dalšími hudebníky, mezi něž patří například Karl Jenkins, Ted Curson a Kenny Wheeler. Rovněž vydal sedm knih zabývajících se jazzovou hudbou. Také se věnoval pedagogické činnosti.